# Johan Georg Ræder (1814–1898)
Johan Georg Ræder, född den 21 mars 1814 i Kongsvinger, död den 3 januari 1898 i Kristiania, var en norsk militär, bror till Ole Munch, Nicolai Ditlev Ammon och Hans Jacob Theodor Wilhelm Ræder.
Ræder blev officer 1833, överste i generalstaben 1861 och chef för ingenjörbrigaden 1870. Han blev generallöjtnant 1888 och tog avsked 1893. Ræder, som livligt intresserade sig för kommunikationsväsen och andra praktiska frågor, studerade dylikt i utlandet 1842-44 och var medlem av många militära och andra kommissioner, i flera som ordförande. År 1845 ingick han till stortinget med förslag om anläggning av en järnväg mellan Kristiania och Mjösen, i vars första direktion han var ledamot (1853-55). Åren 1869-93 var han direktör för krigshögskolan. Ræder blev ledamot av Krigsvetenskapsakademien 1865.